# Saint-Varent

Saint-Varent este o comună în departamentul Deux-Sèvres, Franța. În 2009 avea o populație de 2,480 de locuitori.